# Biserica de lemn din Mănăstirea Partoș

Cele două biserici ale mănăstirii Partoș, cea veche de lemn în prim plan și cea barocă de zid în plan îndepărtat.

Latura de nord a vechii biserici de lemn.

Biserica de lemn din Mănăstirea Partoș, localitatea Partoș, comuna Margina, județul Timiș este plasată de tradiție și documente de arhivă departe în timp, cel mai probabil în secolul 16, putând fi în părțile ei originale cea mai veche dintre bisericile de lemn din Banat și printre cele mai vechi din această parte a continentului. Biserica veche a mănăstirii din Partoș prezintă valori istorice și spirituale de neegalat prin legătura directă cu sfântului Iosif cel Nou, de la Partoș, care s-a retras în acest loc și a fost înmormântat în această bisericuță, unde au fost documentate nenumărate minuni. Biserica are și o valoare documentară și artistică demnă de remarcat, mai ales într-o zonă unde numărul vechilor biserici de lemn rămase este foarte redus. Se remarcă prin structura de lemn încă destul de bine păstrată. În interior se păstrează elemente de iconostas vechi, bogat sculptate și pictate, cel mai probabil din secolul 17. Biserica se află pe noua listă a monumentelor istorice sub codul LMI:  TM-II-a-A-06270.

## Istoric
Cea mai veche mențiune a acestei mănăstiri datează din 1571, după cucerirea Banatului de către turci, ieromonahul Laurențiu, aflat în drum spre Transilvania, poposește aici timp mai îndelungat și face o danie.
Sfântului Iosif cel Nou, de la Partoș, mitropolitul Timișoarei între anii 1650-1653, s-a retras la această mănăstire spre sfârșitul vieții. Acesta a fost înmormântat în anul 1656 în naosul bisericii, în dreptul ușii de intrare.
Harta austriacă a Banatului din 1723 arată mănăstirea ca fiind izolată, înconjurată de păduri și mlaștini.
Multe minuni s-au săvârșit la Partoș prin intermediul moaștelor sfântului Iosif. Astfel, judele Timișoarei, Marcu Muțiu, vindecându-se aici în chip minunat de o boală necruțătoare, drept mulțumire, zidește în 1750 noua biserică a mănăstirii, mai mare și mai trainică, alături de cea veche.

## Trăsături
Se distinge planul arhaic al bisericii cu doar naos și altar, cu intrare pe sud. Structura de lemn cu stâlpi în colțuri, caracteristică bisericilor de lemn din Banatul de câmpie, este prinsă în talpa de jos și de sus. Structura de lemn este probabil cea mai veche parte păstrată. Bolta este din coaste de lemn curbate și lețuită, apoi umplută cu mortar de var. Umplutura veche de lemn a pereților a fost înlocuită cu zid într-o epocă istorică necunoscută, posibil odată cu zidirea bisericii noi. Stâlpii de pridvor pe laturile de sud și nord sunt relativ moderni, probabil de secol 19. Învelitoarea este de lemn. 